# Négybajuszszálas harcsa
A négybajuszszálas harcsa (Silurus aristotelis)  a sugarasúszójú halak (Actinopterygii) osztályának a harcsaalakúak (Siluriformes) rendjéhez, ezen belül a harcsafélék (Siluridae) családjához tartozó faj.

## Elnevezései
Ismert még Arisztotelész harcsájaként is, mely elnevezés a faj binómenjéből származik.

## Előfordulása
A négybajuszszálas harcsa Görögországban található meg.

## Megjelenése
A hal teste erőteljesen nyújtott, pikkelyek nélküli, nyálkás, feje széles és lapos. Felső állkapcsán 2 hosszú bajuszszál (ezek nem érnek túl a mellúszókon), a fej alsó részén 2, csak fele akkora bajuszszál van. Oldalvonala teljes. Hátúszója 3, farok alatti úszója 67-76 (többnyire 72) sugarú. A hát- és farokúszó között nincs zsírúszó. Háta a sötétbarnától a feketéig változik; oldalai világosabbak, barnásak vagy zöldesek; hasa ezüstös, sötét márványozással. A farok alatti és a farokúszó tövénél egy sor sötét, kerekded folt van. Testhossza 100-150 centiméter, legfeljebb 200 centiméter.

## Életmódja
A négybajuszszálas harcsa homokos vagy iszapos talajú állóvizek és nyugodt folyószakaszok lakója. A fiatalok eleinte állati planktonnal, később kisebb fenéklakókkal és halakkal táplálkoznak.

## Szaporodása
Június és augusztus között ívik. A párok sekély, dús növényzetű partszakaszokat keresnek, az idősebb példányok valamivel mélyebb vízben, mint a fiatalok. Világossárga, ragadós ikráit a nőstény a hím által korábban elkészített fészekbe rakja, ahol a hím a 3-10 napos kelési idő alatt gondosan őrzi őket. A lárvák az első napokban mozdulatlanul csüngenek a fészek falán, csak akkor úsznak el, amikor nagy szikzacskójuk már felszívódott.
E harcsafaj ivadékgondozását már az ógörög filozófus és természetbúvár, Arisztotelész is leírta.